# حسين الرميحي
حسين الرميحي (مواليد 12 سبتمبر 1974) هو لاعب كرة قدم قطري دولي سابق.
لعب طوال تاريخه مع نادي قطر .
وقد كان يلعب مع منتخب قطر لكرة القدم.

## مسيرته الكروية
لعب حسين الرميحي خلال مسيرته الاحترافية مع نادِ واحدٍ في عشرون موسمًا ولم يسجل خلالها أي هدف ضمن 247 مباراة. حيث فاز في موسم واحد بالكأس وفي موسم واحد بالدوري.
خاض حسين الرميحي مسيرته مع نادي قطر في موسم 1994–95 ليلعب معه عشرون موسمًا، مشاركًا في 247 مباراة ولم يسجل أي هدف.

## روابط خارجية
- حسين الرميحي على موقع قاعدة بيانات كرة القدم.إي يو (الإنجليزية)
- حسين الرميحي على موقع ناشيونال فوتبول تيمز (الإنجليزية)
- حسين الرميحي على موقع Soccerway.com (الإنجليزية)

حسين الرميحي